# AS Vita Club
Der AS Vita Club ist ein Fußballverein der ersten Liga in der Hauptstadt der DR Kongo, Kinshasa.
Der Verein war 1973 Gewinner der CAF Champions League – 3:0 und 2:4 gegen Asante Kotoko aus Ghana – und stand 1981 im Finale – 0:4/1:0 gegen JS Kabylie, Algerien. In der CAF Champions League war man insgesamt achtmal vertreten. Die kongolesische Meisterschaft wurde zwölfmal gewonnen, zuletzt im Jahr 2010; den Pokal gewann die Mannschaft neunmal, zuletzt 2001.
Der Verein wird auch Les Dauphins noirs genannt, die „schwarzen Delphine“.

## Spieler
- Musemestre Bamba (19??–1994)
- Skito Litimba (19??–1998)
- Kasongo Bukasa (2001–2002)
- Dituabanza Nsumbu (2005–2007)

## Erfolge
- Kongolesischer Meister: 14 ×
  - Meister: 1970, 1971, 1972, 1973, 1975, 1977, 1980, 1988, 1993, 1997, 2003, 2010, 2015, 2018
- Kongolesischer Pokal: 9 ×
  - Sieger: 1971, 1972, 1973, 1975, 1977, 1981, 1982, 1983, 2001
  - Finalist: 1984, 1997
- CAF Champions League: 1 ×
  - Sieger: 1973
  - Finalist: 1981, 2014